# Lactarius zonarioides
Lactarius zonarioides é um fungo que pertence ao gênero de cogumelos Lactarius na ordem Russulales. Foi descrito cientificamente pelos micologistas franceses Robert Kühner e Henri Romagnesi em 1953.